# Ристипало
Ри́стипало (эст. Ristipalo) — деревня в волости Ряпина уезда Пылвамаа, Эстония.

## География и описание
Расположена в 25 километрах к востоку от уездного центра — города Пылва, в трёх километрах от берега озера Ляммиярв. Высота над уровнем моря — 35 метров. Через деревню проходит дорога Тарту—Ряпина—Вярска.
Климат умеренный. Официальный язык — эстонский. Почтовый индекс — 64418.

## Население
Согласно переписи населения 2021 года, в Ристипало насчитывалось 287 жителей, из них 258 (89,9 %) — эстонцы.
По данным переписи населения 2011 года, в деревне проживали 268 человек, из них 243 (90,7 %) — эстонцы.
Численность населения деревни Ристипало по данным переписей населения:
| Год  | 1979 | 1989  | 2000  | 2011  | 2021  |
| ---- | ---- | ----- | ----- | ----- | ----- |
| Чел. | 182  | ↗ 250 | ↗ 277 | ↘ 268 | ↗ 287 |

## История
Название деревни сравнительно молодое. Изначально его носили дома, где жили батраки мызы Раппин (нем. Rappin, Ряпина-Ала, эст. Räpina-Ala mõis}) и кладбище Ристипало, открытое в 1848 году (площадь 116 425 м², внесено в Государственный регистр памятников культуры Эстонии как исторический памятник). Населённый пункт сформировался в две волны: при делении мызных земель на поселенческие хозяйства в результате земельной реформы 1919 года и после Второй мировой войны, когда был открыт центр Ряпинаского леспромхоза. 
Официально деревня была основана в 1977 году, до этого она была частью поселения Ряпина-Ала (эст. Räpina-Ala). В том же году с Ристипало была объединена старинная деревня Локута (эст. Lokuta).

## Происхождение топонима
Топоним произошёл от названия леса Ристипало, расположенного между Ряпина и Выыпсу, однако история его появления, в свою очередь, неизвестна. Найденные в лесу древние курганы (являются археологическими памятниками) показывают, что это место издавна считалось священным, а обозначение места словом «крест» (эст. rist) могло возникнуть на основе различных возможных ассоциаций (каменный крест, часовня, место сражения и т. д.).

## Инфраструктура
В деревне работает дом по уходу «Пансионат Ристипало». Близкое расположение к волостному центру — городу Ряпина (2 км), позволяет пользоваться его инфраструктурой.